# Підмаренник багновий
Підмаренник багновий (Galium uliginosum) — вид трав'янистих рослин родини тирличеві (Gentianaceae), поширений ув Євразії. Етимологія: лат. uliginosum — «багновий».

## Опис
Багаторічні трав'янисті рослині заввишки 5–30(60) см, тендітні, з тонкими кореневищами. Стовбури 4-куті, грубі. Листки розміщені в мутовках зазвичай по 6. Пластини від вузько-еліптичних до оберненоланцетних, 3–16 × 1–3 мм, глянсові, зі щетинистими вершинами, шорсткі, нижні поверхні волохаті уздовж центральної вени, краї цілі зі щетинистими волосками. Суцвіття — досить рясно-квіті парасольки у верхніх пазухах. Квітконіжки 1–5 мм. Квіти: віночки форми колеса з біло-зеленим відтінком 1.5–3 мм завширшки, 4-лопатеві; чашечки відсутні; тичинок 4, пиляки жовті. Плоди 2-дольні, дрібнозернисті, голі, коричневі. Цвітіння й плодоношення — травень–серпень.

## Поширення
Азія (Китай, Монголія, Росія, Вірменія, Грузія, Туреччина); Європа (Австрія, Ліхтенштейн, Бельгія, Люксембург, Велика Британія, Болгарія, Білорусь, Чехія, Хорватія, Данія, Естонія, Фінляндія, Франція, Німеччина, Ірландія, Швейцарія, Нідерланди, Іспанія, Угорщина, Ісландія, Італія, Латвія, Литва, Норвегія, Польща, Румунія, Словаччина, Словенія, Сербія (вкл. Косово і Воєводина), Швеція, Україна). Населяє гідротехнічні луки, болота, багно навесні, канави, іноді сухі луки на схилах пагорбів, узбіччя й газони.
В Україні зростає на болотах, у заболочених лісах і на луках — в Карпатах, лісостепу і на півночі Степу.

## Галерея

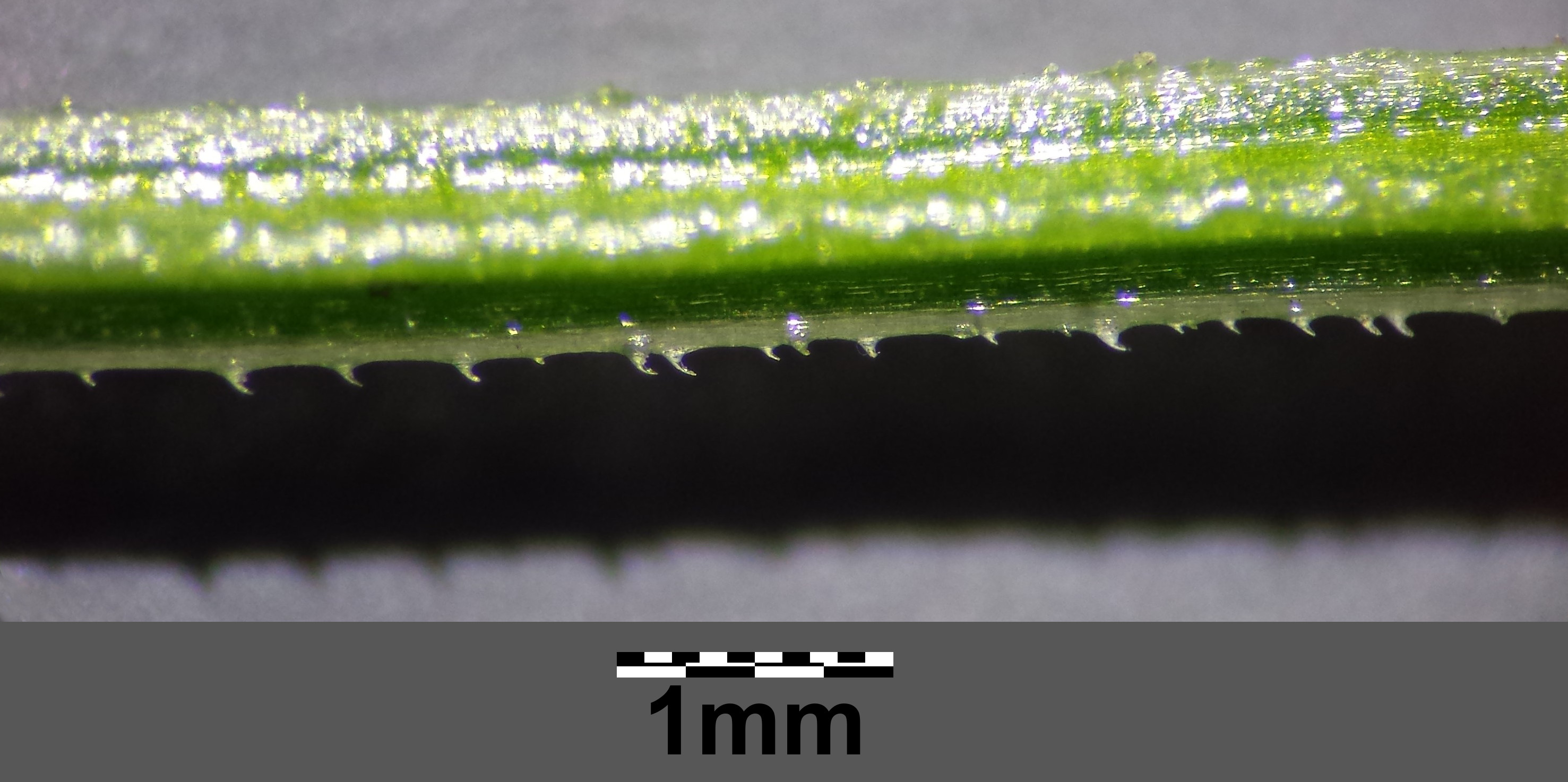
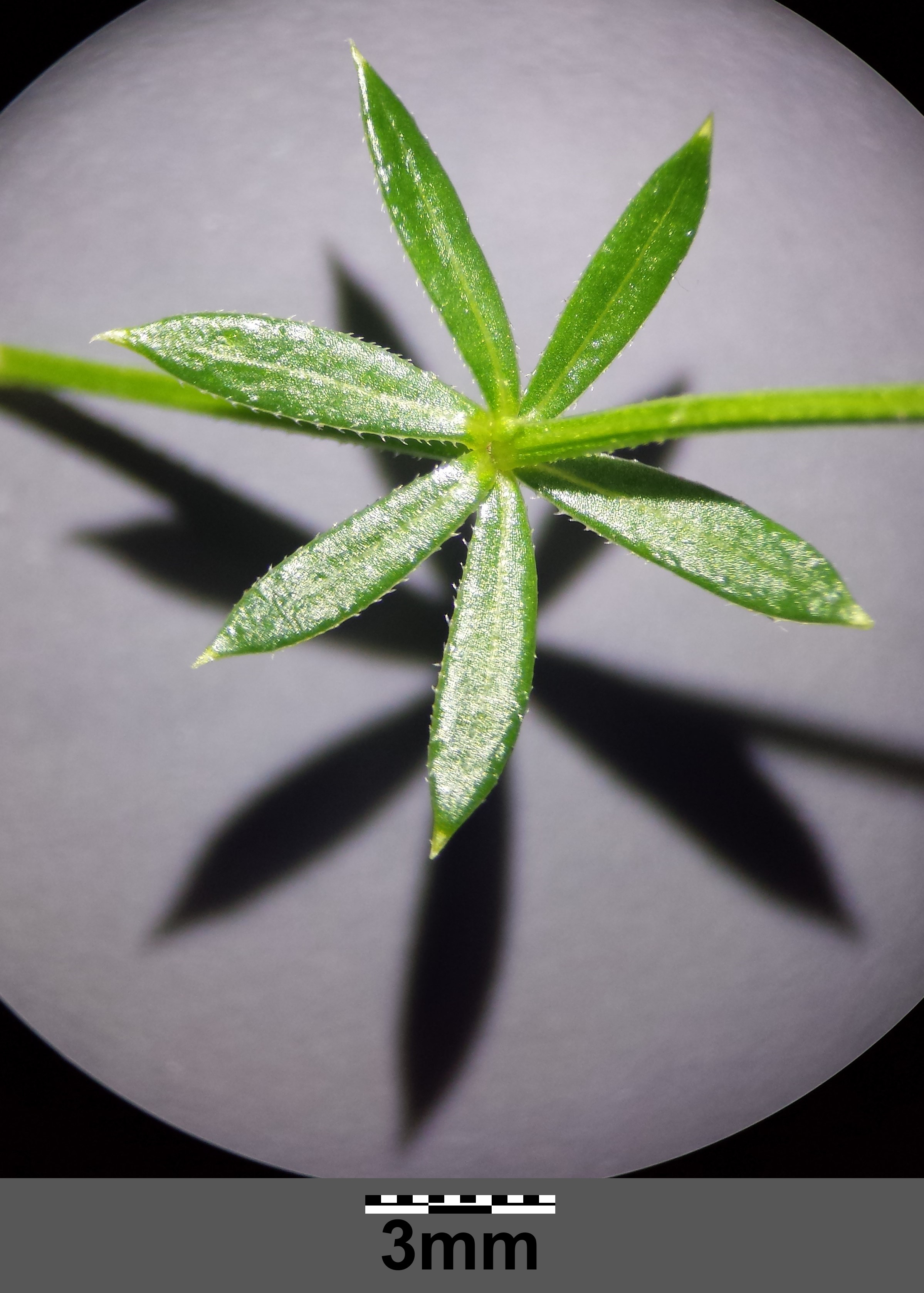
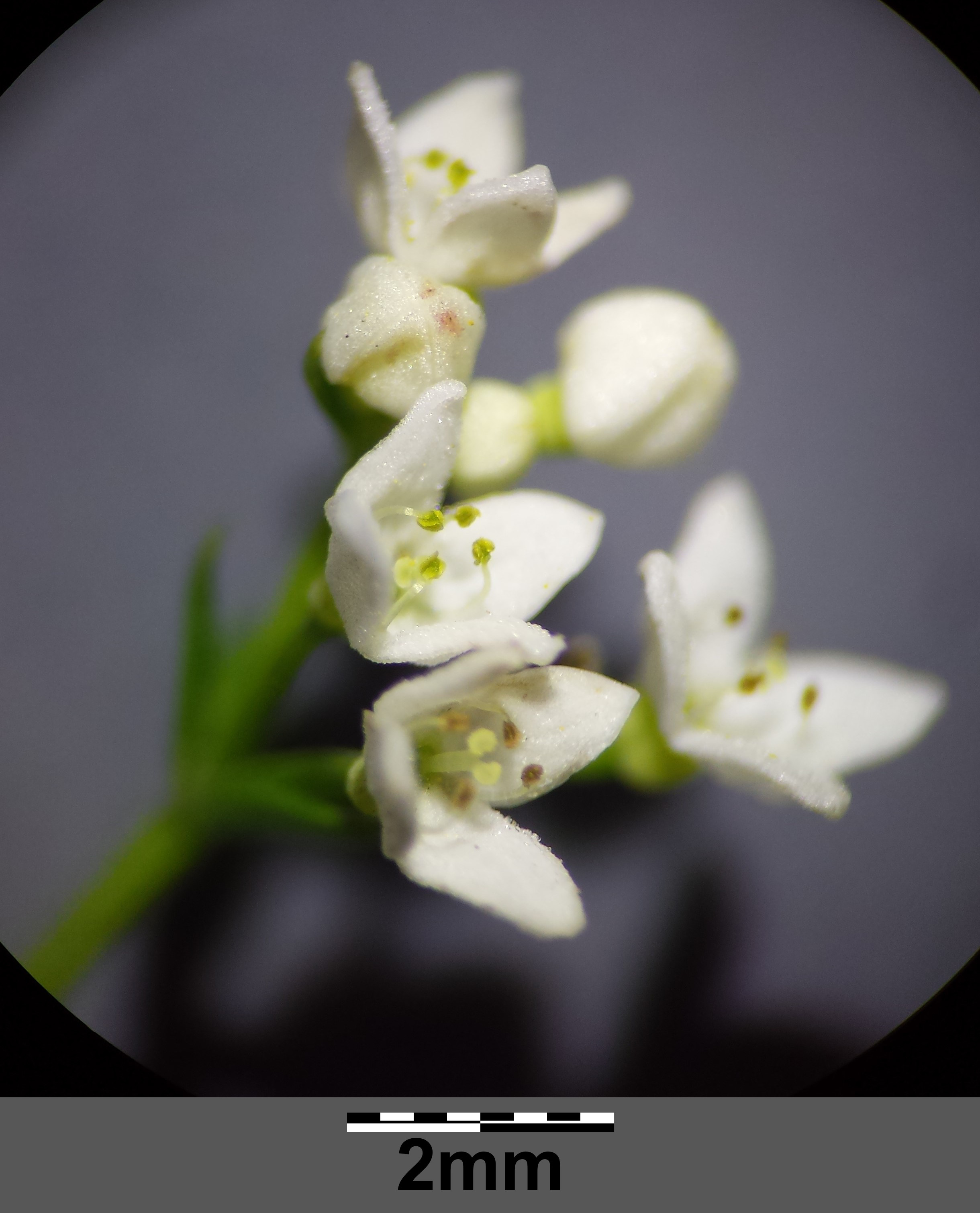